# Урсоаја (Муреш)
Урсоаја (рум. Ursoaia) насеље је у Румунији у округу Муреш у општини Папиу Илариан. Oпштина се налази на надморској висини од 346 m.

## Становништво
Према подацима из 2002. године у насељу је живело 123 становника.

### Попис2002.
| Расподела становништва по националности 2002.‍ | Расподела становништва по националности 2002.‍ | Расподела становништва по националности 2002.‍ | Расподела становништва по националности 2002.‍ | Расподела становништва по националности 2002.‍ |
| --------------------------------------------- | --------------------------------------------- | --------------------------------------------- | --------------------------------------------- | --------------------------------------------- |
|                                               |                                               |                                               |                                               |                                               |
| Румуни                                        | Румуни                                        |                                               | 23                                            | 18,7%                                         |
| Мађари                                        | Мађари                                        |                                               | 100                                           | 81,3%                                         |